# Augusto Ferrer-Dalmau
Augusto Ferrer-Dalmau (Barcellona, 20 gennaio 1964) è un pittore spagnolo, conosciuto per il suo stile realistico di soggetti militari.

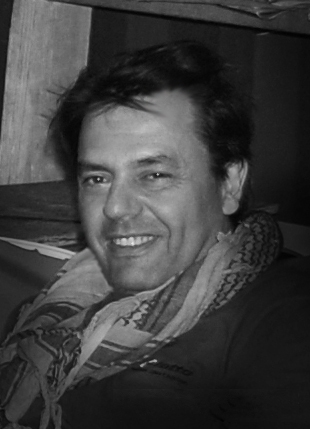
Augusto Ferrer-Dalmau, in Afghanistan nel 2012

È specializzato in pitture equestri militari, che per la maggior parte rappresentano, in aspetti ed epoche diverse, episodi della storia in cui furono coinvolte truppe spagnole. L'artista presta molta attenzione ai dettagli e utilizza un punto di vista epico e idealizzato.

## Biografia
Augusto Ferrer-Dalmau è nato in una famiglia borghese catalana e ha studiato alla scuola gesuita di San Ignacio de Sarriá. Alla fine degli anni '80, ha lavorato come designer tessile per molte aziende, pur mantenendo la sua particolare propensione per la pittura ad olio. La sua vocazione per la carriera militare lo porta, fin da quando era molto giovane, a dipingere su questo tema, anche se i suoi primi lavori indipendenti e autodidatti sono paesaggi, in particolare marine.
Più tardi, ispirandosi al lavoro di Antonio López García, si concentra sugli ambienti urbani e cattura nei suoi dipinti angoli della sua città natale (Barcellona). Espone in diverse gallerie, riscuotendo lusinghieri successi e buone recensioni. 
Alla fine degli anni '90, l'artista decise di specializzarsi sui temi storico-militari e iniziò a realizzare dipinti in cui il paesaggio si mescolava con elementi militari, privilegiando la cavalleria.
Trasferitosi a Madrid nel 2010, l'artista ha collaborato con diverse case editrici, associazioni, istituzioni ·  specializzate nelle rievocazioni storiche della storia militare spagnola e ha fondato una sua rivista, FD Magazine. Affronta la storia della Spagna e della sua gente da una prospettiva artistica e sociale. I suoi dipinti hanno illustrato libri e sono serviti come copertine, di riviste storiche soprattutto. 
Ferrer-Dalmau si è recato su diversi teatri di guerra come l'Afghanistan e il Libano, facendo schizzi, prendendo appunti e dipingendo. Ha collaborato con le truppe spagnole dell'ISAF nel 2012 e nel 2014 e con le Forze armate della Georgia nella provincia di Helmand in Afghanistan. È stato il primo pittore spagnolo a prendere parte a una missione militare all'estero. 
Nel 2013, il pittore ha realizzato e donato all'Ejército de Tierra (Esercito spagnolo) La Patrouille. Nel maggio 2016, ha ritratto le truppe spagnole durante la missione in Libano.
Nel 2010, Augusto Ferrer-Dalmau ha lasciato la Catalogna a causa delle pressioni dei nazionalisti catalani. Il pittore ha espresso il suo rigetto del nazionalismo catalano affermando: "Mi sento molto catalano e molto spagnolo, (...) molti catalani non ne possono più del nazionalismo."

## Esposizioni
Oltre che in molte collezioni private, i suoi lavori possono essere osservati in diversi musei, come il Museo della Guardia Reale (Madrid), il Museo dell'Esercito e il Museo dell'Accademia Militare Generale (Saragozza ),  come pure nelle sale storiche di diverse unità militari e al Palazzo reale di Valladolid.
Lungo tutta la sua carriera, ha realizzato esposizioni individuali in gallerie di Barcellona, Madrid, Londra, Parigi e New-York, e in sedi pubbliche.

## Galleria d'immagini

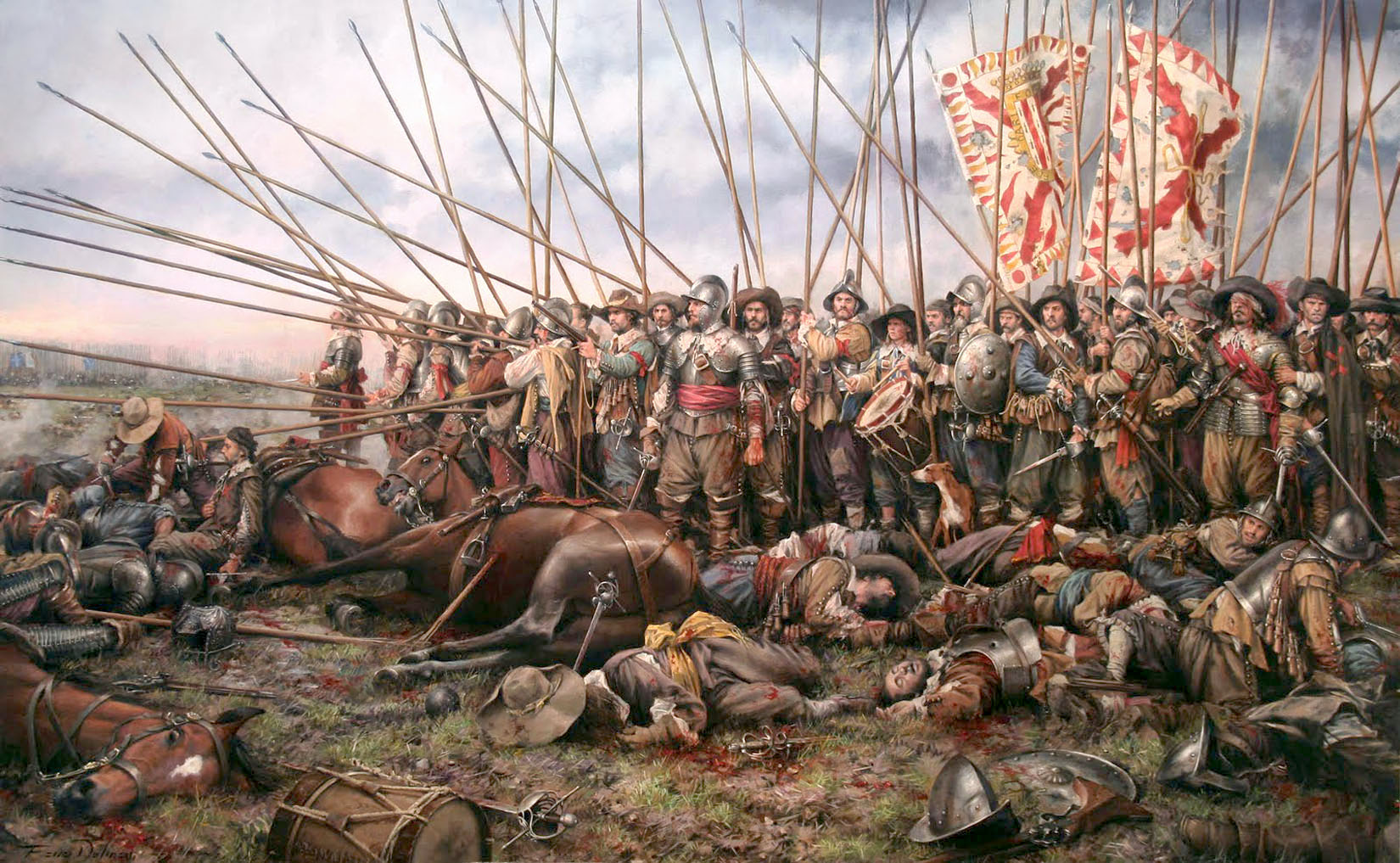
Rocroi, l'ultimo tercio (2011)
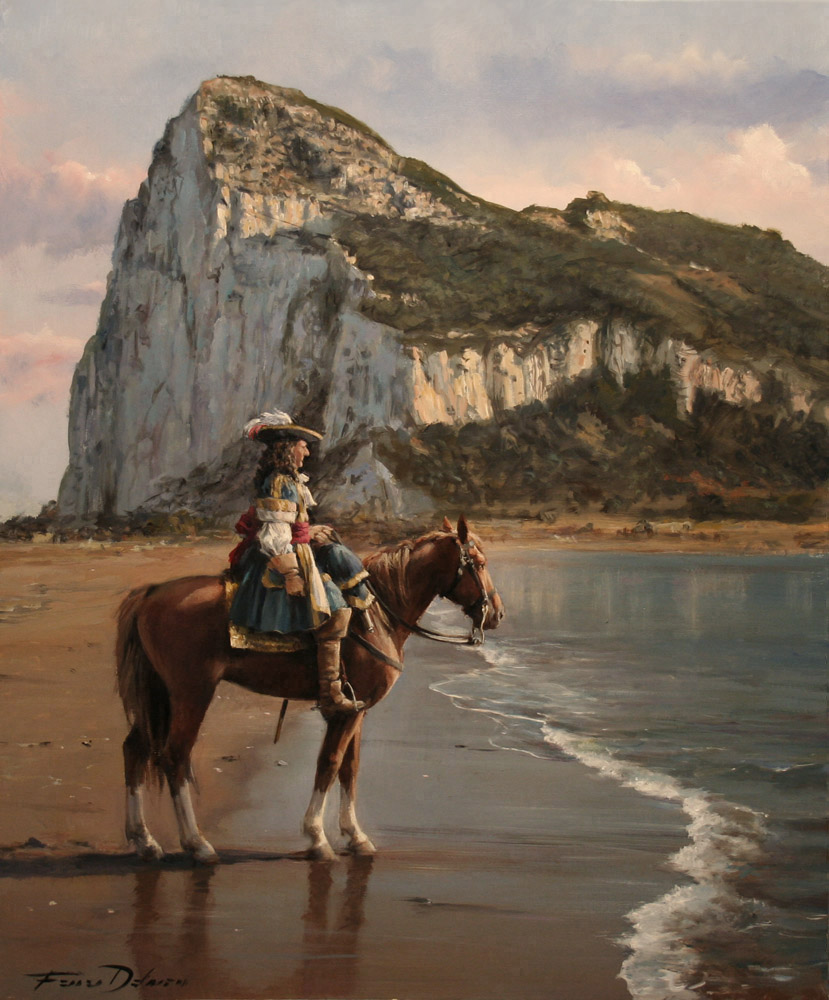
El último de Gibraltar (2011)
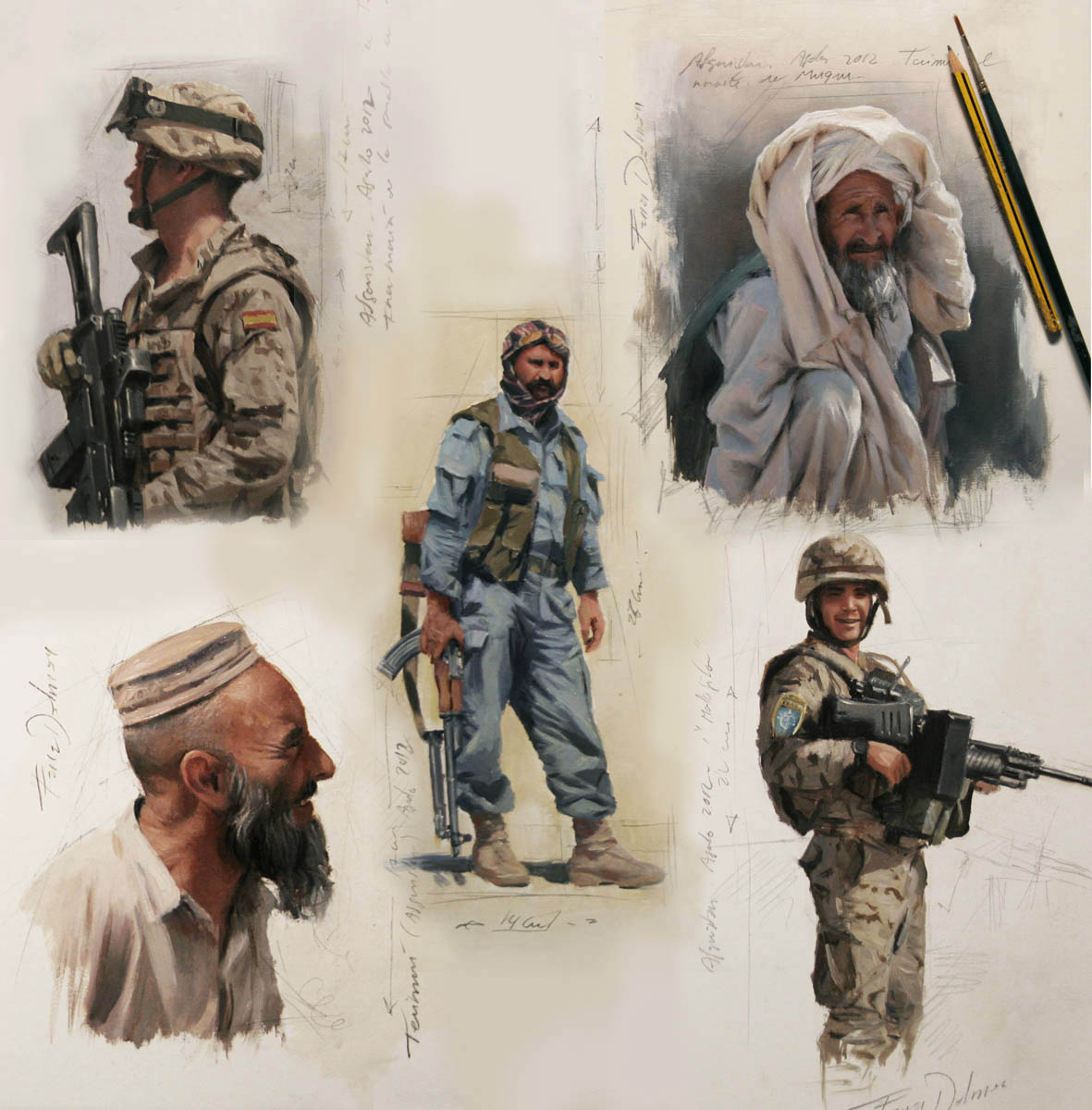
Bozzetti realizzati in Afghanistan (2012)
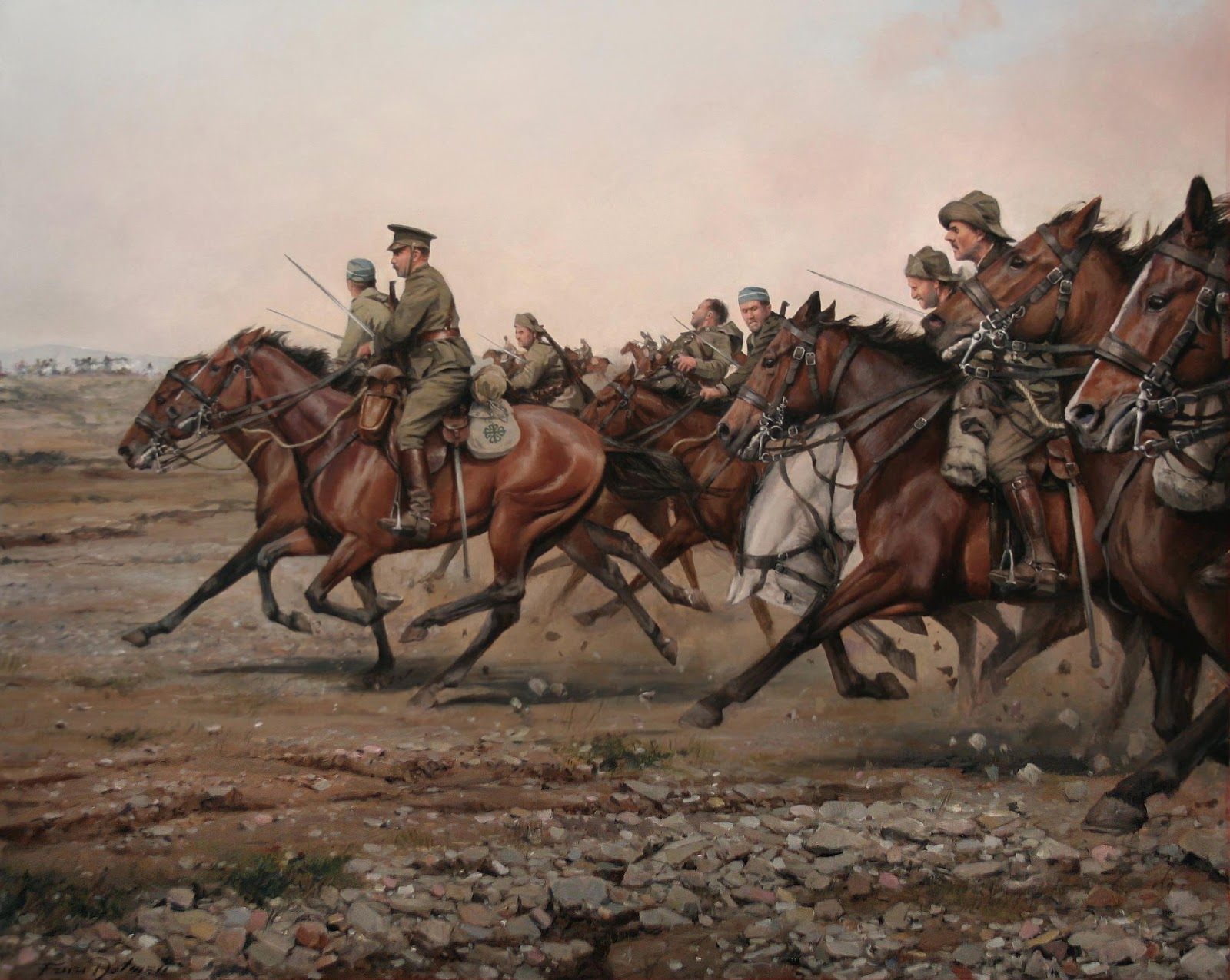
Carica del rio Igan del reggimento Alcantara (2013)
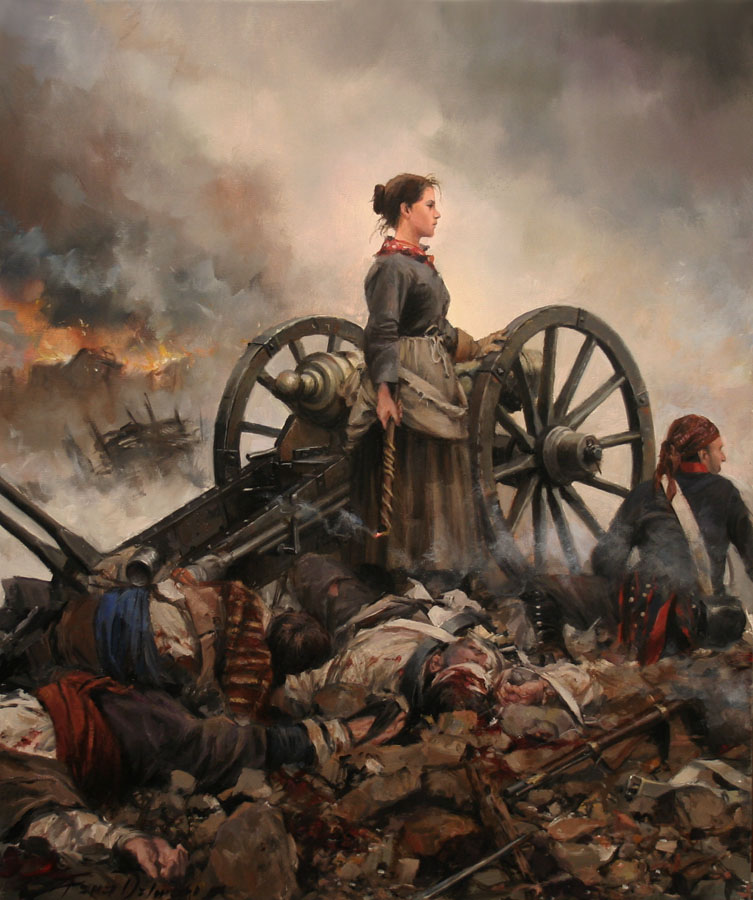
Agustina d'Aragon (2012)

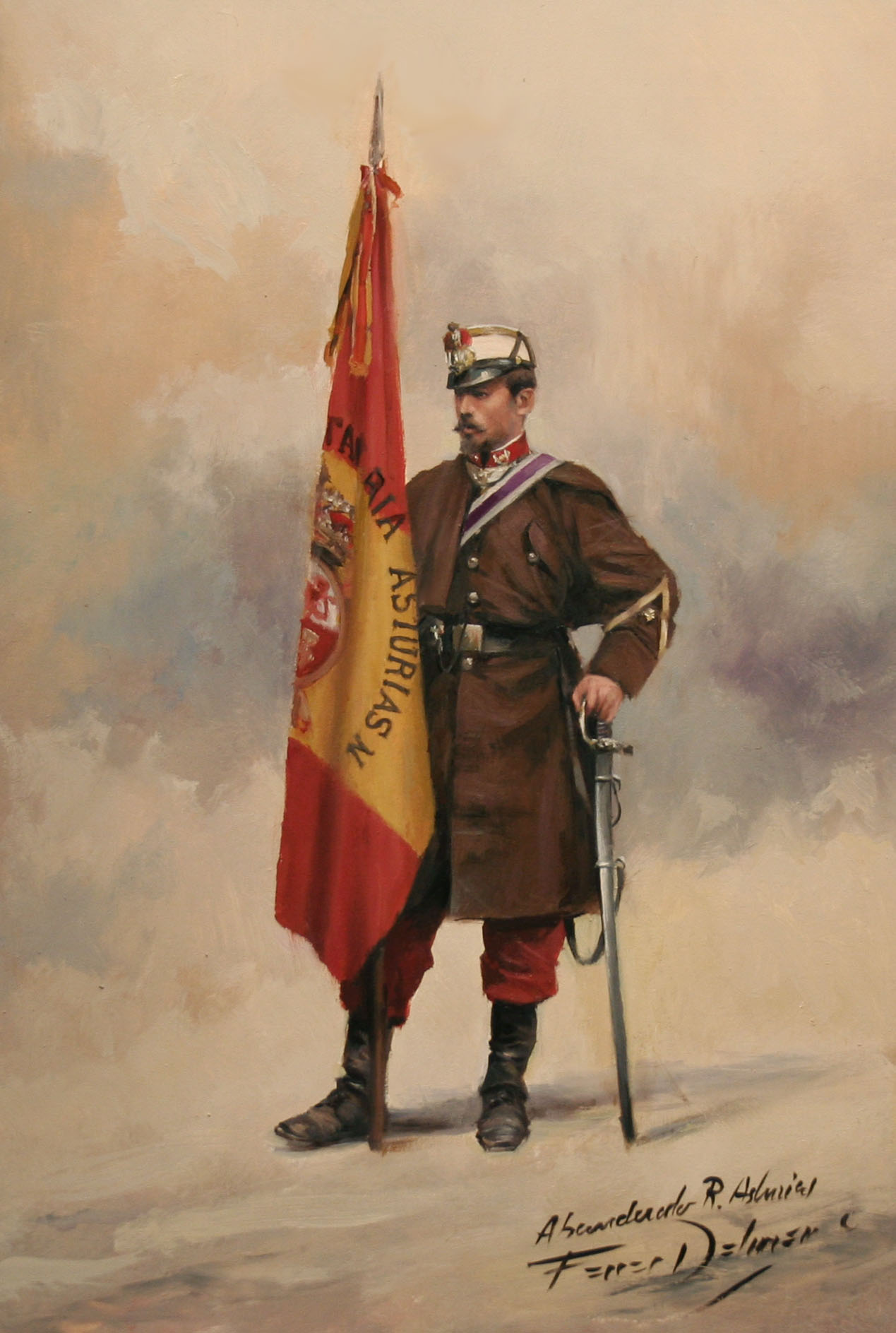
Reggimento Asturias in Africa 1861
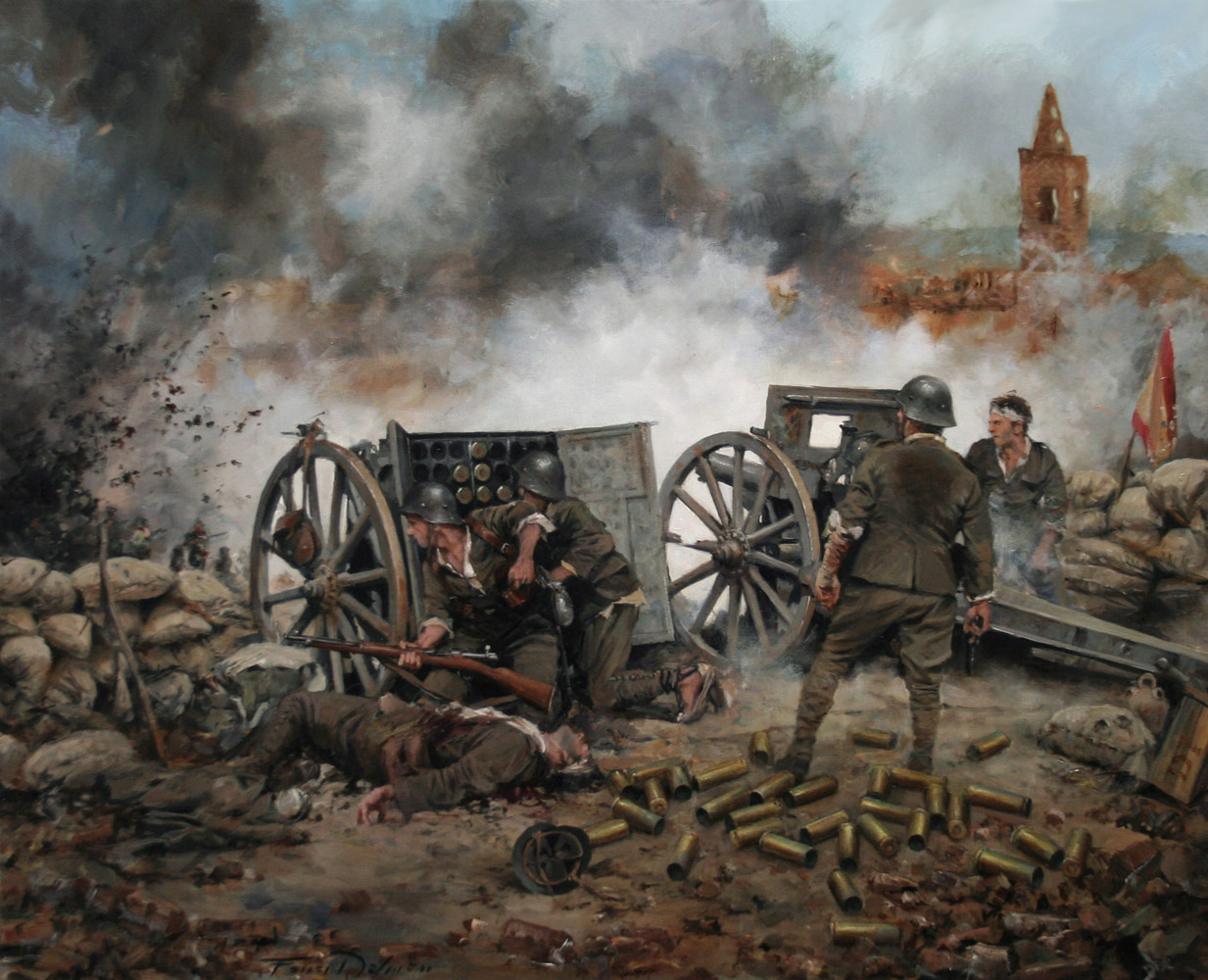
Ai piedi del cannone
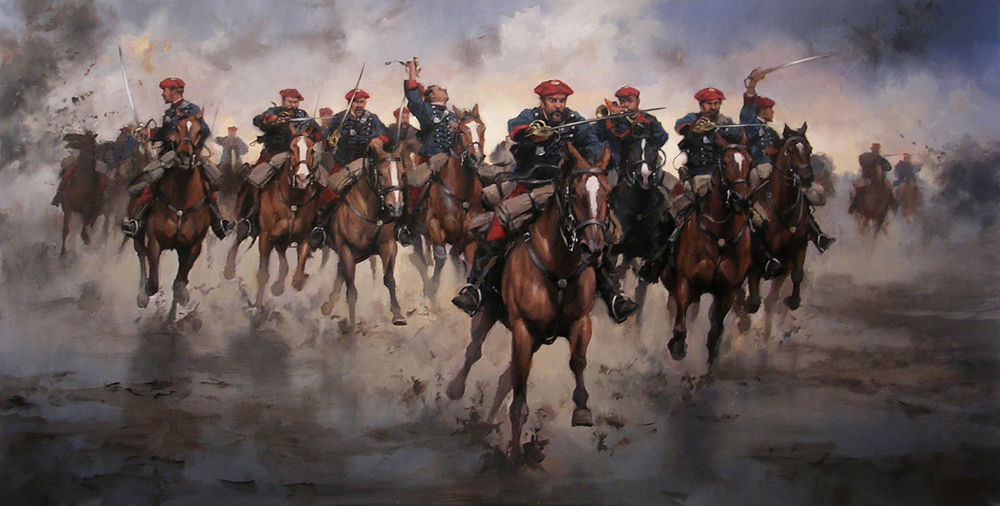
Carica dello squadrone reale di Carlo VII°
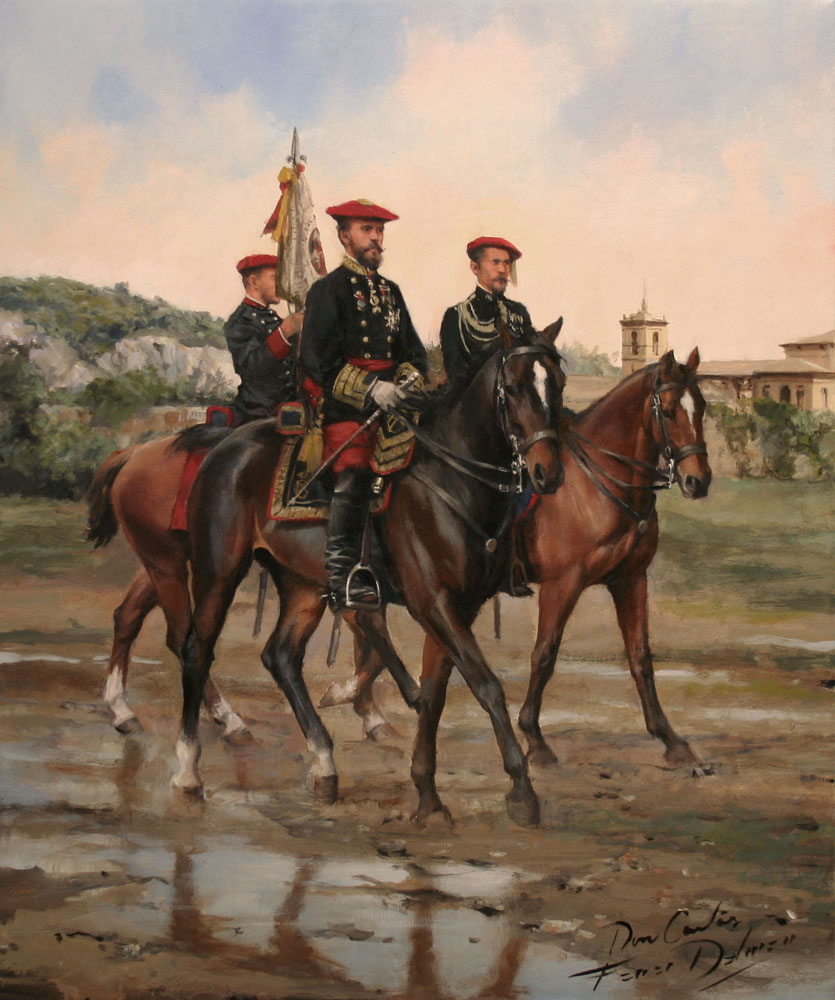
Don Carlos
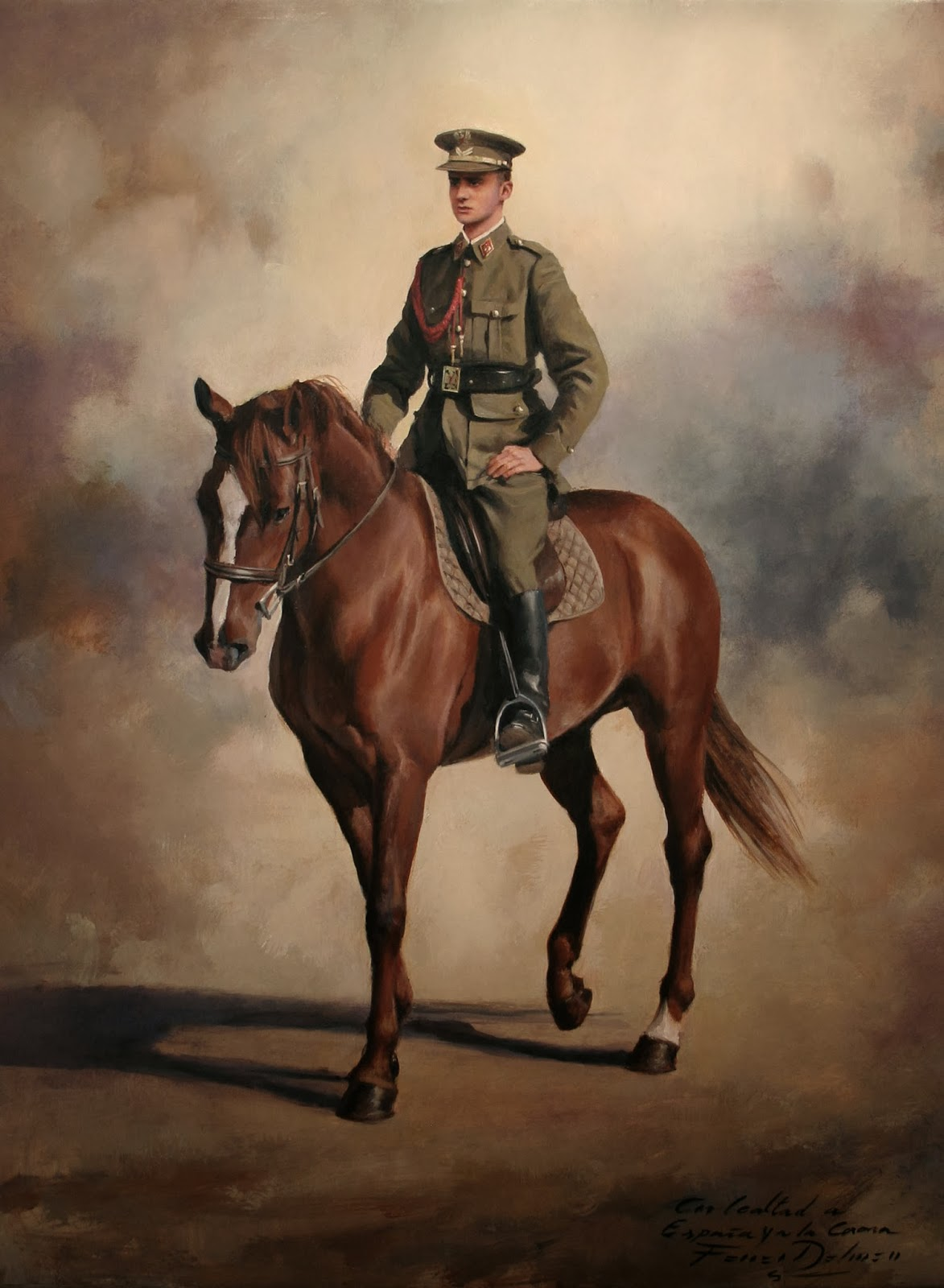
Sua Maestà il re Don Carlos